# Fevzi Tuncay
Fevzi Tuncay (ur. 14 września 1977 w Muğli) – turecki piłkarz grający na pozycji bramkarza.

## Kariera klubowa
Tuncay jest wychowankiem klubu Muğlaspor, wywodzącego się z miejscowości Muğla. Grał tam do 1994 roku i wtedy też przeniósł się do stambulskiego Beşiktaşu JK. W klubie tym wygrał rywalizację z Niemcem Raimondem Aumannem i został pierwszym bramkarzem klubu. W 1997 roku klub został wicemistrzem Turcji, a w 1998 roku zdobył z Beşiktaşem Puchar Turcji. W kolejnym roku ponownie wywalczył wicemistrzostwo kraju oraz przegrał z Beşiktaşem finał Pucharu Turcji z lokalnym rywalem Galatasaray SK. W 2000 roku dotarł do ćwierćfinału Pucharu UEFA oraz drugi raz z rzędu zajął 2. miejsce w Superlidze. W sezonie 2000/2001 przegrał rywalizację z Nigeryjczykiem Ikem Shorunmu, a w następnym z Norwegiem Thomasem Myhrem.
Na początku 2002 roku Tuncay został bramkarzem Gaziantepsporu, ale już latem odszedł do Samsunsporu. Nie mając jednak miejsca w składzie, w 2003 roku przeszedł do Malatyasporu, w którym przez trzy sezony miał pewne miejsce w bramce. W 2006 roku na jeden sezon trafił do Vestelu Manisaspor, by w 2007 wrócić do Malatyasporu. W 2008 roku grał w Fethiyesporze, występując w drugiej lidze tureckiej. Następnie trafił na krótko do Malatyasporu, a w 2009 roku odszedł do Diyarbakırsporu. Grał też w Kocaelisporze, Giresunsporze i Tavşanlı Linyitsporze.

## Kariera reprezentacyjna
W reprezentacji Turcji Tuncay zadebiutował w 1999 roku. W 2000 roku został powołany przez Mustafę Denizliego do kadry na Euro 2000. Był tam rezerwowym bramkarzem dla Rüştü Reçbera i nie wystąpił w żadnym spotkaniu. W kadrze narodowej rozegrał jedno spotkanie.